# آبشار درگاهان
آبشار درگاهان (دره‌گاهان یا دره‌گاوان) با ۷۰ متر ارتفاع به‌عنوان تنها آبشار موجود استان یزد است. این آبشار فصلی در ضلع جنوب غربی شهر تفت واقع شده‌است. آب آن از بارش‌های آسمانی و ذوب تدریجی برف‌های شیرکوه تأمین می‌شود. نام این آبشار از دره ای در آن قرار دارد گرفته شده است [دره گاهان] . به باور گذشتگان این دره به دلیل وجود کوه ها و صخره های بلند نخستین جاییست که نور خورشید در صبحگاهان به آن می تابد و به همین سبب دره گاهان نام گرفته است. در سال‌هایی که بارندگی مناسب باشد این آبشار با آبی که به اصطلاح عموم آب کوهی خوانده می‌شود در آبشار سرازیر می‌شود. این دره دارای یک محوطه باستانی به نام قلعه پهلوان بادی است.

## مسیر دسترسی
این آبشار در ۲۵ کیلومتری جنوب یزد، شهرستان تفت و در ۵ کیلومتری جنوب تفت قرار دارد؛ جایی که به نام منطقه شیرکوه شناخته می‌شود و به تاج عروس کویر معروف است. غار برف خانه، کوه عقاب، غار نباتی، مناطق ییلاقی سانیچ، منشاد، فراشاه، توده، بیداخوید، سخوید، زردین و تنگ چنار با کوچه باغ‌های قدیمی و… از جمله دیدنی‌های این منطقه است که نباید تماشای آن‌ها را از دست داد.

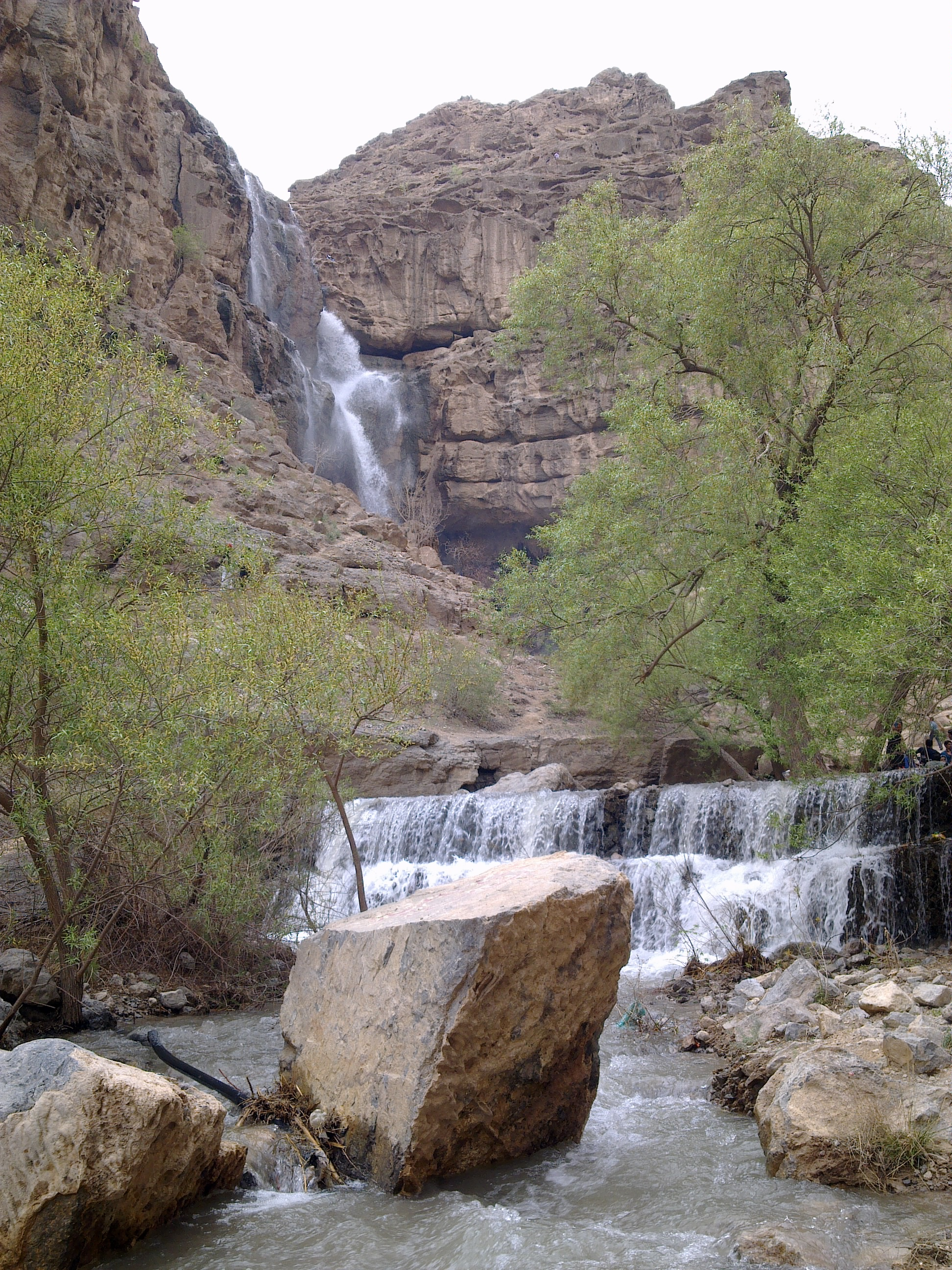